# هین‌وخ
هین‌وخ (به هلندی: Heenweg) یک روستا در هلند است که در وستلاند واقع شده‌است. هین‌وخ ۶۴۱ نفر جمعیت دارد.